# Copa São Paulo de Futebol Júnior de 1972
A Copa São Paulo de Futebol Júnior de 1972 foi a 4ª edição da competição. O torneio contaria com a participação de 24 equipes, porém o Vasco da Gama desistiu da disputa. O campeão foi o Nacional.

## Equipes participantes
| Localidade        | Equipe              | Cidade         | Participação (última) |
| ----------------- | ------------------- | -------------- | --------------------- |
| Bahia             | Bahia               | Salvador       | 1ª (–)                |
| Guanabara         | America             | Rio de Janeiro | 1ª (–)                |
| Guanabara         | Botafogo            | Rio de Janeiro | 2ª (1971)             |
| Guanabara         | Fluminense          | Rio de Janeiro | 2ª (1971)             |
| Minas Gerais      | Atlético Mineiro    | Belo Horizonte | 2ª (1971)             |
| Minas Gerais      | Cruzeiro            | Belo Horizonte | 1ª (–)                |
| Paraná            | Colorado            | Curitiba       | 1ª (–)                |
| Paraná            | Coritiba            | Curitiba       | 2ª (1971)             |
| Rio Grande do Sul | Grêmio              | Porto Alegre   | 2ª (1971)             |
| Rio Grande do Sul | Internacional       | Porto Alegre   | 1ª (–)                |
| São Paulo         | Comercial           | Ribeirão Preto | 2ª (1971)             |
| São Paulo         | Corinthians         | São Paulo      | 4ª (1971)             |
| São Paulo         | Guarani             | Campinas       | 2ª (1971)             |
| São Paulo         | Juventus-SP         | São Paulo      | 4ª (1971)             |
| São Paulo         | Nacional-SP         | São Paulo      | 3ª (1971)             |
| São Paulo         | Nitro-Química       | São Paulo      | 2ª (1971)             |
| São Paulo         | Noroeste            | Bauru          | 1ª (–)                |
| São Paulo         | Palmeiras           | São Paulo      | 4ª (1971)             |
| São Paulo         | Ponte Preta         | Campinas       | 2ª (1971)             |
| São Paulo         | Portuguesa          | São Paulo      | 2ª (1971)             |
| São Paulo         | Portuguesa Santista | Santos         | 1ª (–)                |
| São Paulo         | Santos              | Santos         | 3ª (1971)             |
| São Paulo         | São Paulo           | São Paulo      | 2ª (1971)             |

## Primeira fase

### Grupo A
| Time     | Pts | J | V | E | D | GP | GS | SG |
| -------- | --- | - | - | - | - | -- | -- | -- |
| Grêmio   | 3   | 2 | 1 | 1 | 0 | 1  | 0  | +1 |
| Coritiba | 2   | 2 | 0 | 2 | 0 | 0  | 0  | 0  |
| Botafogo | 1   | 2 | 0 | 1 | 1 | 0  | 1  | -1 |

| 2 de outubro de 1971 | Botafogo | 0 – 0 | Coritiba | Centro Esportivo de Pirituba, São Paulo |
|                      |          |       |          | Árbitro: Jorge Correia da Conceição     |

| - Botafogo: Paulo; Calibé, Maurício, Niltinho e Nei; Mendes e Sérgio; Marco Aurélio, Edinho (Gerson), Josias e Alair. - Coritiba: Leonel; Hiran, Levi, Pacheco (Ademir) e Luís Carlos; Fernando e Roberto; Jabuca, Eduardo, Edu e Renatinho. |

| 9 de outubro de 1971 | Grêmio      | 1 – 0 | Botafogo | Centro Esportivo de Pirituba, São Paulo |
|                      | Gol marcado |       |          |                                         |

| 12 de outubro de 1971 | Grêmio | 0 – 0 | Coritiba | Estádio Palestra Italia, São Paulo |
|                       |        |       |          |                                    |

### Grupo B
| Time          | Pts | J | V | E | D | GP | GS | SG |
| ------------- | --- | - | - | - | - | -- | -- | -- |
| Internacional | 4   | 2 | 2 | 0 | 0 | 3  | 1  | +2 |
| Cruzeiro      | 1   | 2 | 0 | 1 | 1 | 2  | 3  | -1 |
| Fluminense    | 1   | 2 | 0 | 1 | 1 | 1  | 2  | -1 |

| 16 de outubro de 1971 | Internacional             | 2 – 1 | Cruzeiro    | Centro Esportivo de Pirituba, São Paulo |
|                       | Gol marcado · Gol marcado |       | Gol marcado |                                         |

| 19 de outubro de 1971 | Cruzeiro    | 1 – 1 | Fluminense  | Estádio Palestra Italia, São Paulo |
|                       | Gol marcado |       | Gol marcado |                                    |

| 23 de outubro de 1971 | Internacional | 1 – 0 | Fluminense | Estádio do Ibirapuera, São Paulo |
|                       | Gol marcado   |       |            |                                  |

### Grupo C
| Time             | Pts | J | V | E | D | GP | GS | SG |
| ---------------- | --- | - | - | - | - | -- | -- | -- |
| Atlético Mineiro | 4   | 2 | 2 | 0 | 0 | 3  | 0  | +3 |
| Noroeste         | 2   | 2 | 1 | 0 | 1 | 3  | 3  | 0  |
| Ponte Preta      | 0   | 2 | 0 | 0 | 2 | 1  | 4  | -3 |

| 30 de outubro de 1971 | Noroeste                                | 3 – 1 | Ponte Preta | Centro Esportivo de Pirituba, São Paulo |
|                       | Gol marcado · Gol marcado · Gol marcado |       | Gol marcado |                                         |

| 2 de novembro de 1971 | Atlético Mineiro          | 2 – 0 | Noroeste |  |
|                       | Gol marcado · Gol marcado |       |          |  |

| 6 de novembro de 1971 | Atlético Mineiro | 1 – 0 | Ponte Preta |  |
|                       | Gol marcado      |       |             |  |

### Grupo D[nota 1]
| Time     | Pts | J | V | E | D | GP | GS | SG |
| -------- | --- | - | - | - | - | -- | -- | -- |
| Guarani  | 3   | 2 | 1 | 1 | 0 | 4  | 1  | +3 |
| Colorado | 1   | 2 | 0 | 1 | 1 | 1  | 4  | -3 |

| 13 de novembro de 1971 | Guarani     | 1 – 1 | Colorado    | Centro Esportivo de Pirituba, São Paulo |
| 10:00                  | Gol marcado |       | Gol marcado |                                         |

| 15 de novembro de 1971 | Guarani                                 | 3 – 0 | Colorado |  |
|                        | Gol marcado · Gol marcado · Gol marcado |       |          |  |

### Grupo E
| Time                | Pts | J | V | E | D | GP | GS | SG |
| ------------------- | --- | - | - | - | - | -- | -- | -- |
| Corinthians         | 4   | 2 | 2 | 0 | 0 | 3  | 1  | +2 |
| Santos              | 2   | 2 | 1 | 0 | 1 | 3  | 2  | +1 |
| Portuguesa Santista | 0   | 2 | 0 | 0 | 2 | 0  | 3  | -3 |

| 27 de novembro de 1971 | Santos                 | 2 – 0 | Portuguesa Santista | Centro Esportivo de Pirituba, São Paulo |
|                        | Catelan · Luís Alberto |       |                     |                                         |

| - Santos: Lu; Edvaldo, Nelson, Renato e Luiz; Gaspar e Chico; Osmar (Emilio), Luís Alberto (Luiz Sérgio), Catelan e Wilson. - Portuguesa Santista: Bessa; Pinduca, Chevrolet (Carlos), Luiz e Coelho; De Rosis e Stélio (Jorge); Pico, Mojica, Reinaldo e Peres. |

| 30 de novembro de 1971 | Corinthians | 1 – 0 | Portuguesa Santista |  |
|                        | Gol marcado |       |                     |  |

| 4 de dezembro de 1971 | Corinthians                              | 2 – 1 | Santos     | Centro Esportivo de Pirituba, São Paulo |
|                       | Carlos Alberto 14' (pen.) · Vladimir 46' |       | 19' Gaspar |                                         |

| - Corinthians: Paulo Rogério; Zé Eduardo, Laércio, Ojeda e Vladimir; Newton e José Fernandes; Alves, Luisinho (Jorge Augusto), Carlos Alberto e Pitta (Guilherme). - Santos: Lu; Edvaldo, Nelson, Renato e Luiz; Gaspar e Catelan; Osmar (Emílio), Chico, Luís Alberto (Luís Sérgio) e Wilson. |

### Grupo F
| Time        | Pts | J | V | E | D | GP | GS | SG |
| ----------- | --- | - | - | - | - | -- | -- | -- |
| Nacional-SP | 4   | 2 | 2 | 0 | 0 | 5  | 1  | +4 |
| Bahia       | 1   | 2 | 0 | 1 | 1 | 3  | 4  | -1 |
| Palmeiras   | 1   | 2 | 0 | 1 | 1 | 4  | 7  | -3 |

| 4 de dezembro de 1971 | Nacional                                    | 4 – 1 | Palmeiras | Centro Esportivo de Pirituba, São Paulo |
|                       | Zé Roberto 26' · Adão 35' 63' · Vicente 71' |       | 83' Jacó  |                                         |

| - Nacional: Silva; Waldir, Paulo, Fernando e Zé Roberto; Aparecido e Toninho; Luciano (Arnaldo), Assis, Vicente e Adão. - Palmeiras: Mané; Jaime, Nelson, Zé Roberto e Ezequiel; Belini e Luís; Vaguinho, Peixinho (Jacó), Mário Luís e Roberto (Pardal). |

| 14 de dezembro de 1971 | Nacional    | 1 – 0 | Bahia | Estádio Parque São Jorge, São Paulo |
|                        | Gol marcado |       |       | Árbitro: Aldo Ferreira Vaz          |

| 18 de dezembro de 1971 | Palmeiras                 | 3 – 3 | Bahia                | Centro Esportivo de Pirituba, São Paulo |
|                        | Mario 54' · Silva 59' 80' |       | Miltinho 37' 72' 75' | Árbitro: Mário Issao Ireijo             |

### Grupo G
| Time      | Pts | J | V | E | D | GP | GS | SG  |
| --------- | --- | - | - | - | - | -- | -- | --- |
| São Paulo | 4   | 2 | 2 | 0 | 0 | 9  | 0  | +9  |
| America   | 2   | 2 | 1 | 0 | 1 | 5  | 1  | +4  |
| Comercial | 0   | 2 | 0 | 0 | 2 | 0  | 13 | -13 |

| 11 de dezembro de 1971 | São Paulo | 8 – 0 | Comercial | Centro Esportivo de Pirituba, São Paulo |
|                        | Gol marcado · Gol marcado · Gol marcado · Gol marcado · Gol marcado · Gol marcado · Gol marcado · Gol marcado |       |           |                                         |

| 14 de dezembro de 1971 | America                                                             | 5 – 0 | Comercial | Estádio Parque São Jorge, São Paulo |
|                        | Gol marcado · Gol marcado · Gol marcado · Gol marcado · Gol marcado |       |           | Árbitro: Márcio Campos Salles       |

| 18 de dezembro de 1971 | São Paulo  | 1 – 0 | America | Centro Esportivo de Pirituba, São Paulo |
|                        | Sérgio 70' |       |         |                                         |

### Grupo H
| Time          | Pts | J | V | E | D | GP | GS | SG |
| ------------- | --- | - | - | - | - | -- | -- | -- |
| Juventus-SP   | 4   | 2 | 2 | 0 | 0 | 4  | 1  | +3 |
| Portuguesa    | 2   | 2 | 1 | 0 | 1 | 3  | 2  | +1 |
| Nitro-Química | 0   | 2 | 0 | 0 | 2 | 1  | 5  | -4 |

| 20 de novembro de 1971 | Portuguesa                              | 3 – 0 | Nitro-Química |  |
|                        | Gol marcado · Gol marcado · Gol marcado |       |               |  |

| 27 de novembro de 1971 | Juventus                  | 2 – 1 | Nitro-Química |  |
|                        | Gol marcado · Gol marcado |       | Gol marcado   |  |

| 11 de dezembro de 1971 | Juventus                  | 2 – 0 | Portuguesa | Centro Esportivo de Pirituba, São Paulo |
|                        | Gol marcado · Gol marcado |       |            |                                         |

## Fase final

### Tabela
|  | Quartas-de-final | Quartas-de-final | Quartas-de-final |             |                   | Semifinais | Semifinais | Semifinais |  |  | Final | Final         | Final |
|  |                  |                  |                  |             |                   |            |            |            |  |  |       |               |       |
|  | D                | Guarani          | 1                |             |                   |            |            |            |  |  |       |               |       |
|  | C                | Atlético Mineiro | 0                |             |                   |            |            |            |  |  |       |               |       |
|  | C                | Atlético Mineiro | 0                |             | D                 | Guarani    | 0          |            |  |  |       |               |       |
|  |                  |                  |                  |             | D                 | Guarani    | 0          |            |  |  |       |               |       |
|  |                  | B                | Internacional    | 2           |                   |            |            |            |  |  |       |               |       |
|  | B                | B                | Internacional    | 2           | Internacional     | 4          |            |            |  |  |       |               |       |
|  | B                |                  |                  |             | Internacional     | 4          |            |            |  |  |       |               |       |
|  | A                | Grêmio           | 1                |             |                   |            |            |            |  |  |       |               |       |
|  |                  |                  |                  |             |                   |            |            |            |  |  | B     | Internacional | 1     |
|  |                  |                  | F                | Nacional-SP | 2                 |            |            |            |  |  |       |               |       |
|  | G                | São Paulo        | 3                |             |                   |            |            |            |  |  |       |               |       |
|  | H                | Juventus-SP      | 1                |             |                   |            |            |            |  |  |       |               |       |
|  | H                | Juventus-SP      | 1                |             | G                 | São Paulo  | 1          |            |  |  |       |               |       |
|  |                  |                  |                  |             | G                 | São Paulo  | 1          |            |  |  |       |               |       |
|  |                  | F                | Nacional-SP      | 2           |                   |            |            |            |  |  |       |               |       |
|  | F                | F                | Nacional-SP      | 2           | Nacional-SP (pen) | 1(3)       |            |            |  |  |       |               |       |
|  | F                |                  |                  |             | Nacional-SP (pen) | 1(3)       |            |            |  |  |       |               |       |
|  | E                | Corinthians      | 1(1)             |             |                   |            |            |            |  |  |       |               |       |

### Quartas-de-final
| 11 de janeiro de 1972 | Guarani            | 1 – 0 | Atlético Mineiro | Estádio do Pacaembu, São Paulo |
| 19:30                 | Carlos Alberto 73' |       |                  | Árbitro: Gilberto Wichert      |

- Guarani: João Marcos; Tercio, Ede, Ednaldo e Nezinho; Ricardo e Carlos Alberto; Nino (Luizão), Vladimir, Luís Alberto e Marcos.
- Atlético Mineiro: Valdivino; Márcio Túlio, Márcio, Toninho e Silvestre; Getúlio e Ademir (Aripe); Roberto, Heleno, Airton (Marcelo) e Nilson.

| 11 de janeiro de 1972 | São Paulo                        | 3 – 1 | Juventus     | Estádio do Pacaembu, São Paulo |
| 21:00                 | Peres 5' · César 29' · Mauro 30' |       | Coutinho 25' | Árbitro: José Ubaldo Biagioni  |

- São Paulo: Rui; Silva, Zé Luís, Roberto e Ricardo; Florindo e Peres; Mauro (Renato), Muricy (Jorge), César e Sérgio.
- Juventus: Renato; Rafael, Djalma, Guaraci e Juarez; Antonio Carlos e Esquerdinha; Rubens, Beto (Mica), Coutinho e Djair (Stefano).

| 15 de janeiro de 1972 | Internacional                                         | 4 – 1 | Grêmio      | Estádio do Pacaembu, São Paulo |
| 19:30                 | Gol marcado · Gol marcado · Gol marcado · Gol marcado |       | Gol marcado |                                |

| 15 de janeiro de 1972 | Nacional    | 1 – 1 | Corinthians | Estádio do Pacaembu, São Paulo |
| 21:00                 | Gol marcado |       | Gol marcado |                                |

|  |       | Penalidades |
|  | 3 – 1 |             |

### Semifinal
| 18 de janeiro de 1972 | Internacional             | 2 – 0 | Guarani | Estádio do Pacaembu, São Paulo |
|                       | Gol marcado · Gol marcado |       |         |                                |

| 18 de janeiro de 1972 | Nacional                  | 2 – 1 | São Paulo   | Estádio do Pacaembu, São Paulo |
|                       | Gol marcado · Gol marcado |       | Gol marcado |                                |

### Final
| 25 de janeiro de 1972 | Nacional                         | 2 – 1 | Internacional | Estádio do Pacaembu, São Paulo |
| 09:30                 | Arnaldo 29' (pen.) · Luciano 82' |       | Pedrinho 69'  | Árbitro: Mauro Félix da Silva  |

|  | Nacional | Internacional |

| NACIONAL:            |  |                |  |    |
|                      |  |                |  |    |
| G                    |  | Antônio        |  |    |
| LD                   |  | Valdir         |  |    |
| Z                    |  | Fernando       |  |    |
| Z                    |  | Arnaldo        |  |    |
| LE                   |  | Cido           |  |    |
| M                    |  | Paulo          |  |    |
| M                    |  | Zé Roberto     |  |    |
| A                    |  | Adão           |  | a' |
| A                    |  | Assis          |  |    |
| A                    |  | Vicente        |  |    |
| A                    |  | Toninho Vanusa |  |    |
| Substituição:        |  |                |  |    |
|                      |  | Luciano        |  | a' |
| Treinador:           |  |                |  |    |
| José Romeiro Cardoso |  |                |  |    |

| INTERNACIONAL: |  |               |
|                |  |               |
| G              |  | Cláudio       |
| LD             |  | Norival       |
| Z              |  | Cedenir       |
| Z              |  | Escurinho     |
| LE             |  | João Pedro    |
| M              |  | Clóvis        |
| M              |  | Falcão        |
| A              |  | Pedrinho      |
| A              |  | Jair          |
| A              |  | Marco Antônio |
| A              |  | Soares        |
| Treinador:     |  |               |
| Marcos Eugênio |  |               |

## Premiação
| Copa São Paulo de Futebol Júnior de 1972 |
| São Paulo                                |
| ---------------------------------------- |
| NACIONAL Campeão (1º título)             |